# Ryan Cavanagh
Ryan Cavanagh é um ciclista profissional australiano, nascido a 22 de novembro de 1995. Actualmente corre para a equipa australiana de categoria Continental a St George Continental.

## Palmarés
2013
- Campeão da Oceania em Estrada Júnior

2014
- Tour do Lago Poyang

2016
- Battle on the Border

2017
- Amy's Otway Tour, mais 1 etapa
- 1 etapa do Tour da Tasmânia
- Launceston International Classic

2018
- 1 etapa da Battle Recharge
- Charles Coin Memorial[2]
- 1 etapa do Tour de Singkarak

2019
- Tour da Tailândia, mais 1 etapa
- Tour de Quanzhou Bay

## Equipas
- State of Matter MAAP Racing (2016)
- NSW Institute of Sport (2017)
- St George Continental (2018-)